# Piazza Santo Spirito (Siena)
Piazza Santo Spirito è una piazza del centro storico di Siena, in Toscana.
La piazza si apre lungo la via dei Pispini, poco distante dall'intersezione con via di Pantaneto, nel terzo di San Martino, all'interno del territorio della Nobile Contrada del Nicchio. Deve il suo nome alla presenza della chiesa di Santo Spirito ed è nota per ospitare il carcere cittadino.

## Storia
La piazza si venne a formare a partire dal XIV secolo, quando vi si insediarono i monaci della Congregazione silvestrina, fondando la chiesa e convento di Santo Spirito. Il complesso ha subito poi delle importanti modifiche nei primi decenni del XVI secolo, per opera dei frati domenicani.
Nel 1899, la struttura del convento trecentesco venne adibito parzialmente a carcere dopo la soppressione delle prigioni del Palazzo Pubblico. Dopo il definitivo abbandono da parte dei frati domenicani nel 1930, il convento fu trasformato definitivamente in carcere mandamentale. La piazza ospita ancora oggi la casa circondariale di Siena, costituita da tre sezioni detentive e una caserma per la polizia penitenziaria, con una capienza regolamentare di 58 posti.
Nell'aprile 1937 vi fu trasferita da via dei Pispini la cinquecentesca fontana della Nobile Contrada del Nicchio, al fine di consentire l'accesso meccanizzato alla caserma di Santa Chiara. La fontana è ritornata nella sua sede originaria, dopo un restauro, il 22 giugno 2001.

## Descrizione
La piazza è dominata dalla chiesa di Santo Spirito, sul cui lato si trova il carcere di Siena all'interno dell'ex struttura del convento.
Dietro all'edificio ottocentesco che affaccia sul lato occidentale della piazza, si trovano i giardini pubblici di Santo Spirito e il centro sportivo "Ceccherini".
Di fianco all'ingresso del carcere si apre lo stretto vicolo di Finimondo, lungo 44 metri e senza uscita, che un tempo collegava la piazza con la porta di Busseto, che era posizionata sul retro dell'Abbadia Nuova: vi si trova un edificio decorato con un tabernacolo della Madonna col Bambino in maiolica policroma, riproduzione di un originale del XVI secolo collocato nel piccolo museo della Contrada del Nicchio, detto "sala dei Vasai".

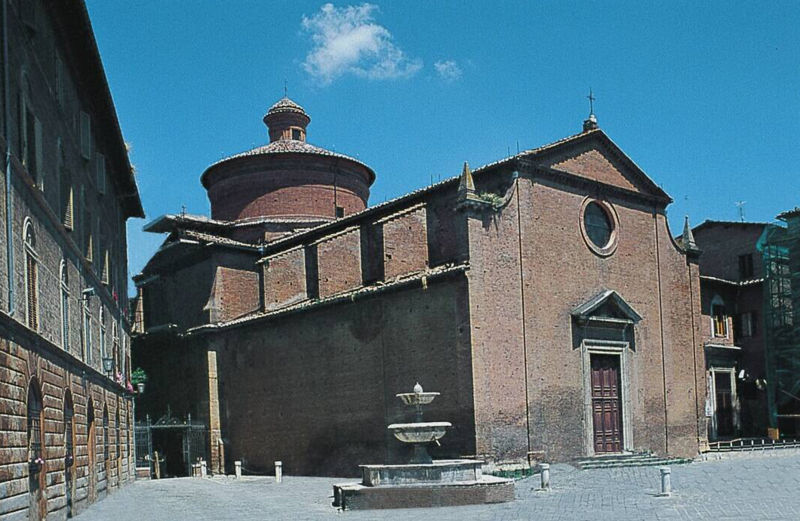
La piazza con la fontana dei Pispini
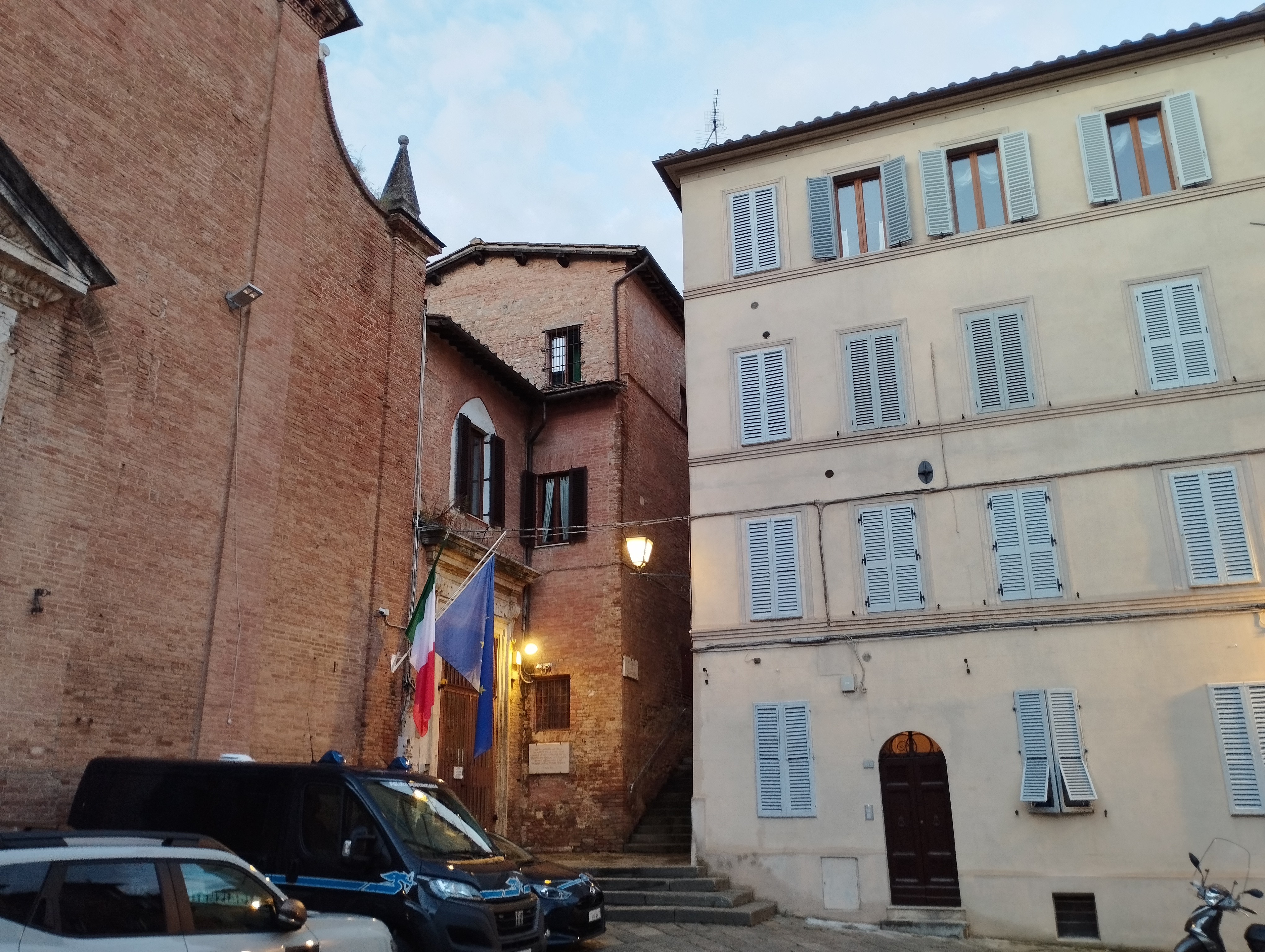
La casa circondariale di Siena
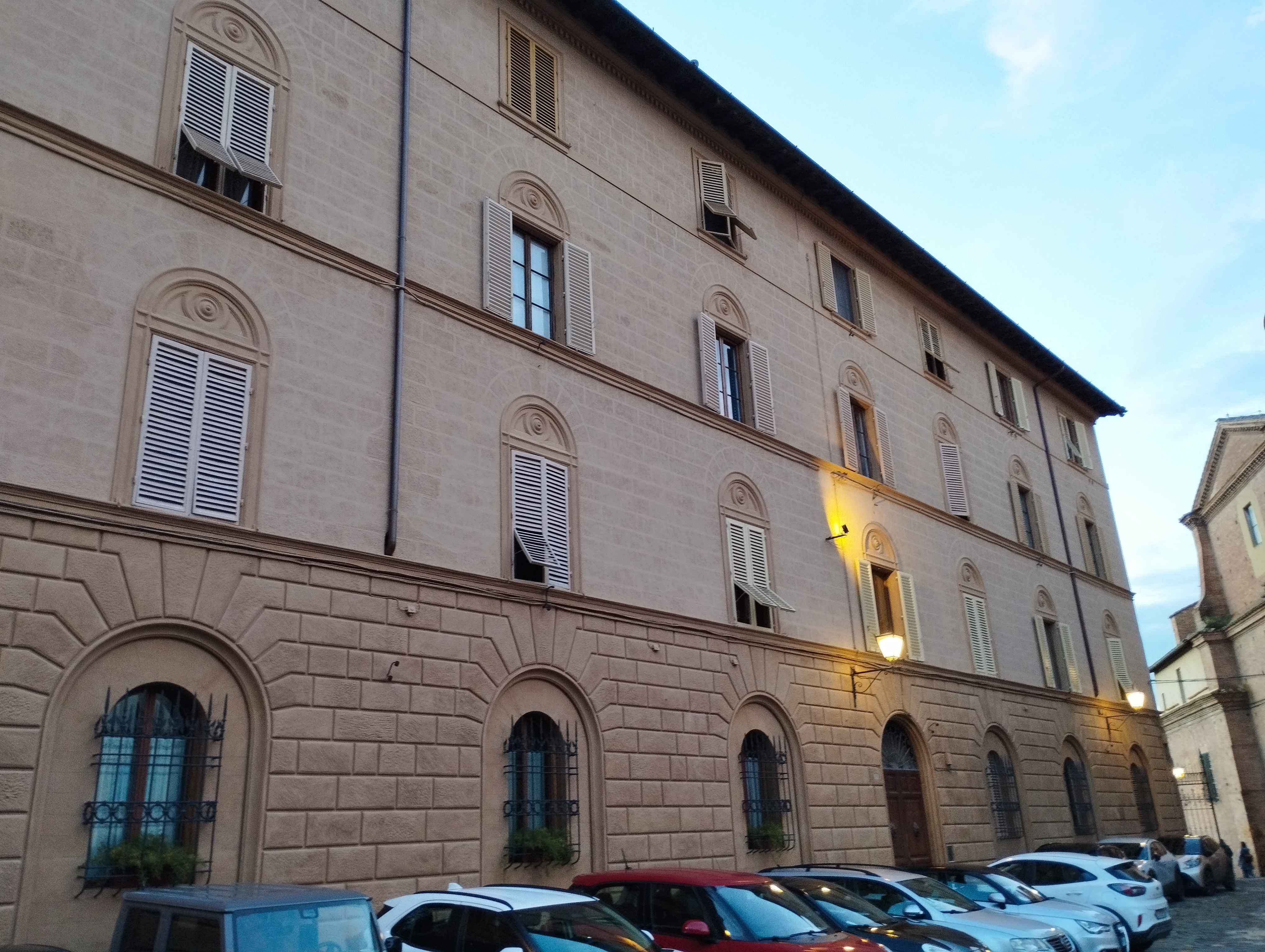
Palazzo ottocentesco